# Коашва
Коа́шва — населённый пункт в Мурманской области России. Входит в муниципальный город Кировск.

## Этимология
Посёлок назван по близлежащей горе, название которой в переводе с саамского языка означает «гора у болота».

## География
Расположен между Хибинами и Умбозером на реке Вуоннемйок.

## История
Посёлок возник в 1977 году как поселение геологов. Дальнейшее развитие посёлка началось при открытии рудника «Восточный» в 1978 году. Начальная школа в Коашве была организована в 1983 году. Сегодня в посёлке 10 пятиэтажных домов, трикотажная фабрика, амбулатория, дом культуры, детский сад и школа.

## Население
| 2002 | 2010 |
| ---- | ---- |
| 1365 | ↘882 |

Численность населения, проживающего на территории населённого пункта, по данным Всероссийской переписи населения 2010 года составляет 882 человека, из них 407 мужчин (46,1 %) и 475 женщин (53,9 %). В 2007 году в посёлке проживало 1204 человека. В 1987 году в посёлке проживало около 2 тыс. жителей.

## Транспорт
Автобусное сообщение с городами Апатиты и Кировск. Грузовая железнодорожная станция Рудная.